# Call of Cthulhu (игра)
Call of Cthulhu (с англ. — «Зов Ктулху») — компьютерная игра в жанре RPG/Survival horror с элементами квеста, разработанная компанией Cyanide Studio и изданная компанией Focus Home Interactive. Выпуск игры состоялся 30 октября 2018 года на платформах Windows, PlayStation 4, Xbox One. Игра создана по мотивам творчества Говарда Лавкрафта.

## Игровой процесс
В игре игрок будет управлять персонажем Эдвардом Пирсом — детективом, который расследует смерть семьи Хокинсов, погибшей во время пожара в их усадьбе. Большинство времени игрок будет управлять Эдвардом (по сюжету игроку также будет передаваться управление другими персонажами). У Эдварда есть 7 навыков (поиск, красноречие, психология, расследования, сила, оккультизм, медицина), которые помогают проходить игру, 5 из которых игрок может развивать на свое усмотрение. Во время прохождения игрок получает очень мало опыта, он может либо не до конца прокачать все навыки, либо прокачать 2—3 навыка, но до профессионального уровня. Навыки оккультизма и медицины игрок может прокачать, только если во время прохождения он будет внимательным и найдет книги, которые помогут их улучшению. Каждый навык помогает игроку пройти игру по-своему: «психология» и «красноречие» помогают убедить (во время разговора) персонажей в своей правоте, без навыка «поиск» игрок не сможет найти много полезных предметов (в разных местах и комнатах) во время своего прохождения.
Навык «сила» поможет в ситуации где надо будет открыть ломом закрытую дверь или напугать собеседника во время разговора.
Навык «оккультизм» поможет игроку понять странные вещи или разъяснить происходящее (к примеру, персонаж сможет сказать что картина одержима демоном). Также важным элементом игры являются расследования мест преступлений или мест, которые помогут понять, что происходило в мире. Во время такого расследования игрок поэтапно восстанавливает хронологию событий.

## Сюжет
Действие игры происходит в 1920-х. Главным героем предстаёт ветеран Великой войны и (теперь уже) опытный частный сыщик Эдвард Пирс, прибывший на таинственный остров Даркуотер вблизи американского города Бостон, штат Массачусетс. Ему предстоит разгадать обстоятельства загадочной смерти семьи Хокинс.

## Разработка
В январе 2014 года студия Frogwares (которая известна играми Sherlock Holmes: Mystery of the Mummy, Sherlock Holmes: The Awakened, Sherlock Holmes versus Jack the Ripper и другими играми об Шерлоке Холмсе) объявила, что начала создавать игру Call of Cthulhu, которая выйдет на платформах Windows, PlayStation 4, Xbox One. Сюжет и атмосфера игры взята из творчества Лавкрафта. Ни о том, что будет происходит в сюжете или самом геймплее, ни о дате релиза игры сказано не было, студия только показала несколько концепт-артов игры. Издателем игры будет компания Focus Home Interactive. В конце февраля 2016 года появились новости про игру: издатель игры Focus Home Interactive запустил официальный сайт игры и на нем было доступно немного скриншотов самой игры, так же важной новостью стало то, что издатель сменил студию разработчика игры и теперь игру делает студия Cyanide Studio. Новые разработчики рассказали немного о сюжете игры. Генеральный директор Cyanide Патрик Плигерсдорффер сказал следующее:

Мы невероятно рады тому, что Focus Home Interactive доверила нам разработку видеоигровой адаптации легендарного «Зова Ктулху». Возможность поработать над таким интересным проектом с нашим давним партнёром для нас, старых поклонников этой серии, — привилегия. Мы хотим преподнести фанатам такую игру, которую они давно ждут.
Седрик Лагарриг, президент Focus Home Interactive ответил на эту фразу:

Вновь работать с Cyanide — честь для нас, последние десять лет эта команда развивались вместе с нами и за это время превратилась в одну из лучших европейских игровых студий. На примере таких проектов, как Styx: Master of Shadows и Blood Bowl, они показали свои творческие возможности и доказали, что способны создавать впечатляющие игры в необычных мирах. Команда Cyanide не первый год мечтает сделать адаптацию «Зова Ктулху». Сейчас у них есть всё, чтобы создать игру, которая понравится поклонникам лавкрафтовской мифологии и просто геймерам, соскучившимся по глубоким и нетривиальным играм.

За то время когда студия Frogwares участвовала в создание игры, студия успела создать свой игровой движок который можно использовать для создания игры. С помощью его студия стала создавать свою игру The Sinking City атмосфера и сюжет которой все так же основаны на Лавкрафтовских ужасах, студия смогла найти издателя для своей игры. Разработчики игры Call of Cthulhu в январе 2017 года сообщили информацию что игра выйдет в 2017 году, но в этот срок игра не вышла. В июле 2018 года разработчики назвали точную дату выхода игры 30 октября 2018 года, в этот день и состоялся выход игры.

## Отзывы
| Сводный рейтинг | Сводный рейтинг | Сводный рейтинг |
| Издание         | Оценка          | Оценка          |
| Издание         | PC              | PS4             |
| --------------- | --------------- | --------------- |
| GameRankings    | 68,57 %         | 64,52 %         |